# Žofie Bavorská
Žofie Bavorská (1376, Mnichov – 4. listopadu 1428, Bratislava) byla druhá manželka Václava IV. a římská a česká královna. Žofiinými rodiči byli politicky málo významný mnichovsko-bavorský vévoda Jan II. Bavorský a jeho manželka Kateřina Gorická. Žofie byla příbuznou Václavovy první ženy Johany Bavorské, neboť byla dcerou jejího bratrance.

## Život

### Dětství a dospívání

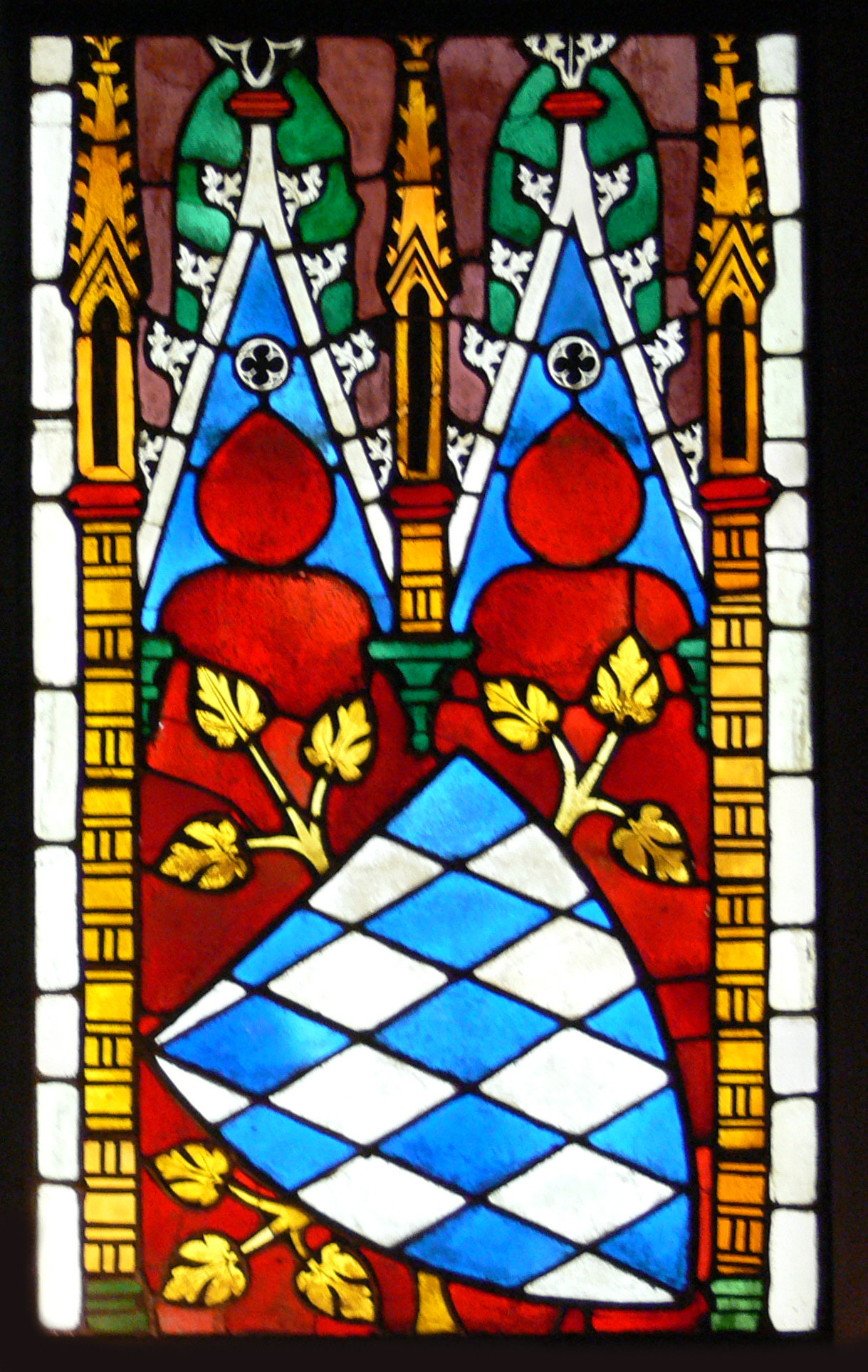
Znak Wittelsbachů na vitráži kláštera Seligenthal

Žofie Bavorská se narodila v Mnichově v roce 1376, ale vyrůstala na hradě v Landshutu u svého strýce Fridricha, staršího otcova bratra. Fridrich byl stejně jako Václav IV. příznivcem lovu. Roku 1388 Žofii vzal strýc do Prahy, kde se věnoval mimo jiné i politickým jednáním. Prý půvabná dvanáctiletá princezna devětadvacetiletého krále Václava IV. okouzlila tak, že ji požádal o ruku. Navíc byly posíleny již tak přátelské vztahy mezi Českým královstvím a Bavorskem. Nevěstina otce zastupoval při vyjednávání sňatku právě vévoda Fridrich. Nejen z tohoto kroku je zřejmé, že Václav IV. rozhodně nebyl tak neschopným panovníkem, jak jej líčí některé zaujaté kroniky. Sňatkem s nemajetnou Žofií totiž upevnil svoji moc a postavení, rovněž si jím připoutal odbojné Wittelsbachy.

### Svatba s Václavem IV.
Svatba se konala 2. května 1389 v Chebu. Václava a Žofii oddal králův kancléř Jan, kaminský biskup. Král byl totiž ve vleklém sporu s pražským arcibiskupem Janem z Jenštejna. Oslavy trvaly osm dní a zúčastnili se jich i bavorští kejklíři a český kouzelník Žito. Pověst praví, že když bavorští kejklíři prováděli své kousky, kouzelník Žito je předčil a pokořil. Tak se Žito zařadil mezi české legendy.
Václav oslavil manželský svazek tím, že dal zhotovit řadu vynikajících rukopisů. Bible Václava IV. byla společným rukopisem krále a královny a rukopis Willehalm apoteosou manželské věrnosti.
Stejně jako její předchůdkyně se Žofie naučila česky a velmi rychle se sžila s českým prostředím. Manželé se zpočátku velmi milovali, ale pravděpodobně Václavova žárlivost a jeho alkoholismus mezi nimi způsobily neshody. Důvodem neshod mohla být také nenaplněná touha po dítěti. Žofie tak značnou část svého manželství pobývala na svých věnných městech, kde ji Václav navštěvoval.

### Korunovace Žofie
Žofie byla na českou královnu korunována 15. března 1400. Korunována byla arcibiskupem Olbramem ze Škvorce, synovcem Jana z Jenštejna. Ve stejném roce spočinula na její hlavě i koruna římská. Proč byla Žofie korunována až po jedenácti letech po svatbě, není zcela jasné. Prameny uvádějí dvě možnosti tak dlouhého odkladu korunovace.
První možností je nesoulad mezi Žofií a Václavem. Tato možnost by mohla být potvrzena i faktem, že král Václav se korunovace nezúčastnil. Stal se tak jediným českým králem, který se nezúčastnil korunovace své ženy.
Druhou možností je vleklý spor Václava s pražským arcibiskupem Janem z Jenštejna, který komplikoval i Žofiinu korunovaci českou královnou. Korunovaci královny totiž mohl provést pouze arcibiskup.

### Věnná města královny
Jejím prvním vlastním věnným městem, které jí 26. února 1399 daroval král Václav IV., byl východočeský Dvůr nad Labem, později zvaný Dvůr paní králové – Dvůr Králové nad Labem. Ostatní věnná města získala Žofie v roce 1400 až sedm let po smrti císařovny-vdovy Alžběty Pomořanské, poslední manželky Václavova otce císaře Karla IV. Získala tak panství Potštejn s Kostelcem nad Orlicí či hrady Lichnici a Bradlec. Při jejich spravování projevovala dobrý ekonomický cit a svůj majetek dokonce rozmnožila. Svůj zájem věnovala i zakladatelské činnosti.
V letech 1402–1403 v době odboje proti králi Václavovi a jeho internaci ve Vídni pobývala královna Žofie ve svých východočeských věnných městech, především v Hradci Králové a ve Dvoře Králové nad Labem.

## Významní muži jejího života

### Jan Nepomucký
Jan Nepomucký neboli Johánek z Pomuka zastával funkci generálního vikáře. Na rozkaz Václava IV. byl umučen a vhozen z Karlova mostu do Vltavy 20. března 1393. Je jedním z nejznámějších českých patronů a světců.
Podle Hájkovy kroniky byl Jan Nepomucký zpovědníkem královny Žofie. Václav na svoji ženu žárlil a chtěl po Janu Nepomuckém prozradit její zpovědní tajemství. Ten to odmítl, a proto musel zemřít. Role Jana Nepomuckého jako zpovědníka královny je však historicky nedoložená. Po konfliktech, které se po původním přátelství již během osmdesátých let navršily mezi králem a arcibiskupem Janem z Jenštejna, je nepravděpodobné, že by muž tak exponovaný v těchto sporech, jako byl generální vikář Jan z Pomuka, mohl zastávat dvorskou funkci královnina zpovědníka.

### Jan Hus
Jan Hus se v roce 1402 stal kazatelem v Betlémské kapli. Učený teolog kázal česky a kritizoval zlořády v církvi, především korupci, bohatství a uvolněné mravy. Volal po obrodě církve a návratu k původním křesťanským hodnotám. Královna Žofie v dalších letech proslula jako Husova posluchačka a velká obdivovatelka. Docházela do Betlémské kaple na jeho kázání a stejně jako král Václav ho dlouho chránila. V roce 1410 byl Hus dán do klatby. Na podzim téhož roku poslali král Václav IV. a královna Žofie papeži i kardinálskému kolegiu listy, v nichž žádali, aby se Hus nemusel osobně dostavit ke kardinálskému soudu.  Vztah Jana Husa ke královně byl zřejmě blízký, jak se dá vyvodit ze srdečných zmínek o ní v Husových kostnických listech. Rozhodná Žofie se nakonec Husovým odpůrcům zdála větší hrozbou než váhavý král. Oba se ovšem nakonec museli stáhnout v obraně Husova učení do pozadí. Za zmínku stojí i to, že královna správně předvídala nepokoje po smrti mistra Jana Husa.

## Královna vdova

### Úmrtí Václava IV.
Žofie patří k tragickým postavám našich dějin, neboť její sympatie k Husovi a jeho reformačním snahám se jí nakonec staly osudnými. Václav IV. zemřel v roce 1419 po zprávách o první pražské defenestraci a zřejmě komplikované, ale relativně spokojené manželství tak skončilo. Po Václavově smrti se Žofie uchýlila pod ochranu švagra Zikmunda, jehož nástupnictví na český trůn podporovala. Nějaký čas byla Žofie správkyní království a 6. října 1419 přední čeští páni uzavřeli s královnou Žofií spolek na obranu „práva a řádu zemského“.
Husitské války, které uvrhly království do chaosu, donutily Žofii úřad složit a Zikmund musel své zájmy hájit sám. Královna-vdova si na něm vydobyla pevné sídlo v Prešpurku, kam odjela na Hod Boží vánoční (25. prosince 1419). Se Zikmundem se také přela o náhrady za svůj majetek. Uherský král prý uvažoval o tom, že královnu-vdovu znovu provdá, zřejmě za polského krále Vladislava II. Jagella.

### Úmrtí Žofie
Žofie Bavorská zemřela v rouše klarisky 4. listopadu 1428 v Prešpurku. Podle poslední vůle chtěla být uložena k poslednímu odpočinku v Mnichově v rodném Bavorsku, její přání však nebylo splněno – byla pohřbena v boční kapli v bratislavské katedrále sv. Martina. Té se dnes říká Kaple královny Žofie či Královnina kaple.
Je zpodobněna v Mariánských hodinkách (Knihovna Národního muzea v Praze, sign. V H 36) na f. 77,  společně s Václavem IV. v Modlitební knize Václava IV. a také je jednou z byst v sedile v Týnském chrámu.

## Zajímavosti

### Královna a husité
Žofie Bavorská je snad jedinou českou královnou, o níž je v historii zaznamenáno, že byla zpohlavkována.
Královna byla hluboce dotčena upálením Jana Husa a stala se ochránkyní husitských kněží i přijímání pod obojí způsobou. Již v roce 1416 si na ni čeští katolíci stěžovali kostnickému koncilu, že utrakvisty veřejně podporuje a katolické faráře ze svých statků i měst vyhání. Profesor Rudolf Urbánek uvádí: „... někdy k Vánocům 1418 přijel do Prahy její bratr Arnošt, aby zjednal nápravu. Když však na jeho výtky odpověděla, že chce ve své víře umřít, v hněvu prý jí dal notný políček, až jí závoj spadl, načež ujel domů."
Teprve když byl 20. 2. 1419 v Uherské Skalici vyhlášen na Žofii „půhon“, aby se do třiceti dnů dostavila do Hodonína před soud papežského nuncia, kapitulovala a ze dne na den se s husitstvím rozešla. Ale někteří čeští katolíci jí ani potom nevěřili a později obviňovali císaře Zikmunda, že má s Žofií cizoložný vztah, že ho tato kacířka očarovala a ovlivňuje ho ve prospěch husitů.

### Žofie Bavorská ve filmu
| Vlasta Matulová | ve filmu z r. 1954 a z roku 1956, režie Otakar Vávra |
| Marika Šoposká  | ve filmu z r. 2015, režie Jiří Svoboda               |